# Gareth McAuley
Gareth Gerald McAuley (Larne, 5 dicembre 1979) è un ex calciatore nordirlandese, di ruolo difensore.

## Carriera

### Club

#### Lincoln City e Leicester
Nel luglio 2004 viene ceduto al Lincoln City.
A partire dalla stagione 2006/2007 passa al Leicester City.

#### Ipswich Town
Nell'estate 2008 viene acquistato per 1,9 milioni di euro dall'Ipswich Town.

#### West Bromwich
Il 1º luglio 2011 viene prelevato dal West Bromwich, militante in Premier League. Il 24 settembre fa il suo esordio nello 0-0 casalingo contro il Fulham, sua prima presenza nel massimo campionato inglese. Il 21 dicembre 2011 realizza il suo primo gol nella vittoria per 2-3 contro il Newcastle United con un colpo di testa. Disputa 7 stagioni con la maglia biancoblu, prima di svincolarsi alla fine della stagione 2017/2018 (culminata con la retrocessione).

#### Rangers e ritiro
Il 3 settembre 2018 firma un contratto annuale con i Rangers. Rimasto svincolato dal club, il 30 settembre 2019, annuncia il ritiro dal calcio giocato.

### Nazionale
Dal 2005 al 2019 ha giocato per la nazionale maggiore dell'Irlanda del Nord. Ha fatto il suo esordio nel giugno dello stesso anno, nella sconfitta contro la Germania (1-4), subentrando al 70º minuto.
Viene convocato per gli Europei 2016 in Francia.
Il 16 giugno 2016, durante gli Europei 2016, segna il primo storico gol ad un Europeo per l'Irlanda del Nord, che porterà alla prima vittoria in questa competizione, nel match finito col risultato di 2-0 contro l'Ucraina.
È al 10º posto per numero di presenze (80) e per numero di gol (9).

## Statistiche

### Cronologia presenze e reti in nazionale
| Cronologia completa delle presenze e delle reti in nazionale ― Irlanda del Nord | Cronologia completa delle presenze e delle reti in nazionale ― Irlanda del Nord | Cronologia completa delle presenze e delle reti in nazionale ― Irlanda del Nord | Cronologia completa delle presenze e delle reti in nazionale ― Irlanda del Nord | Cronologia completa delle presenze e delle reti in nazionale ― Irlanda del Nord | Cronologia completa delle presenze e delle reti in nazionale ― Irlanda del Nord | Cronologia completa delle presenze e delle reti in nazionale ― Irlanda del Nord | Cronologia completa delle presenze e delle reti in nazionale ― Irlanda del Nord |
| Data                                                                            | Città                                                                           | In casa                                                                         | Risultato                                                                       | Ospiti                                                                          | Competizione                                                                    | Reti                                                                            | Note                                                                            |
| ------------------------------------------------------------------------------- | ------------------------------------------------------------------------------- | ------------------------------------------------------------------------------- | ------------------------------------------------------------------------------- | ------------------------------------------------------------------------------- | ------------------------------------------------------------------------------- | ------------------------------------------------------------------------------- | ------------------------------------------------------------------------------- |
| 4-6-2005                                                                        | Belfast                                                                         | Irlanda del Nord                                                                | 1 – 4                                                                           | Germania                                                                        | Amichevole                                                                      | -                                                                               | 70’                                                                             |
| 15-11-2005                                                                      | Belfast                                                                         | Irlanda del Nord                                                                | 1 – 1                                                                           | Portogallo                                                                      | Amichevole                                                                      | -                                                                               | 46’                                                                             |
| 1-3-2006                                                                        | Belfast                                                                         | Irlanda del Nord                                                                | 1 – 0                                                                           | Estonia                                                                         | Amichevole                                                                      | -                                                                               |                                                                                 |
| 21-5-2006                                                                       | East Rutherford                                                                 | Uruguay                                                                         | 1 – 0                                                                           | Irlanda del Nord                                                                | Amichevole                                                                      | -                                                                               | 83’                                                                             |
| 26-5-2006                                                                       | Chicago                                                                         | Romania                                                                         | 2 – 0                                                                           | Irlanda del Nord                                                                | Amichevole                                                                      | -                                                                               | 82’                                                                             |
| 17-10-2007                                                                      | Göteborg                                                                        | Svezia                                                                          | 1 – 1                                                                           | Irlanda del Nord                                                                | Qual. Euro 2008                                                                 | -                                                                               |                                                                                 |
| 17-11-2007                                                                      | Belfast                                                                         | Irlanda del Nord                                                                | 2 – 1                                                                           | Danimarca                                                                       | Qual. Euro 2008                                                                 | -                                                                               |                                                                                 |
| 21-11-2007                                                                      | Las Palmas                                                                      | Spagna                                                                          | 1 – 0                                                                           | Irlanda del Nord                                                                | Qual. Euro 2008                                                                 | -                                                                               |                                                                                 |
| 6-2-2008                                                                        | Belfast                                                                         | Irlanda del Nord                                                                | 0 – 1                                                                           | Bulgaria                                                                        | Amichevole                                                                      | -                                                                               |                                                                                 |
| 26-3-2008                                                                       | Lurgan                                                                          | Irlanda del Nord                                                                | 4 – 1                                                                           | Georgia                                                                         | Amichevole                                                                      | -                                                                               | 57’                                                                             |
| 20-8-2008                                                                       | Glasgow                                                                         | Scozia                                                                          | 0 – 0                                                                           | Irlanda del Nord                                                                | Amichevole                                                                      | -                                                                               | 76’                                                                             |
| 11-10-2008                                                                      | Maribor                                                                         | Slovenia                                                                        | 2 – 0                                                                           | Irlanda del Nord                                                                | Qual. Mondiali 2010                                                             | -                                                                               |                                                                                 |
| 15-10-2008                                                                      | Belfast                                                                         | Irlanda del Nord                                                                | 4 – 0                                                                           | San Marino                                                                      | Qual. Mondiali 2010                                                             | -                                                                               | 25’ 61’                                                                         |
| 11-2-2009                                                                       | San Marino                                                                      | San Marino                                                                      | 0 – 3                                                                           | Irlanda del Nord                                                                | Qual. Mondiali 2010                                                             | 1                                                                               |                                                                                 |
| 28-3-2009                                                                       | Belfast                                                                         | Irlanda del Nord                                                                | 3 – 2                                                                           | Polonia                                                                         | Qual. Mondiali 2010                                                             | -                                                                               |                                                                                 |
| 1-4-2009                                                                        | Belfast                                                                         | Irlanda del Nord                                                                | 1 – 0                                                                           | Slovenia                                                                        | Qual. Mondiali 2010                                                             | -                                                                               | 16’                                                                             |
| 12-8-2009                                                                       | Belfast                                                                         | Irlanda del Nord                                                                | 1 – 1                                                                           | Israele                                                                         | Amichevole                                                                      | -                                                                               | 46’                                                                             |
| 5-9-2009                                                                        | Varsavia                                                                        | Polonia                                                                         | 1 – 1                                                                           | Irlanda del Nord                                                                | Qual. Mondiali 2010                                                             | -                                                                               |                                                                                 |
| 9-9-2009                                                                        | Belfast                                                                         | Irlanda del Nord                                                                | 0 – 2                                                                           | Slovacchia                                                                      | Qual. Mondiali 2010                                                             | -                                                                               |                                                                                 |
| 14-10-2009                                                                      | Praga                                                                           | Rep. Ceca                                                                       | 0 – 0                                                                           | Irlanda del Nord                                                                | Qual. Mondiali 2010                                                             | -                                                                               |                                                                                 |
| 26-5-2010                                                                       | Filadelfia                                                                      | Turchia                                                                         | 2 – 0                                                                           | Irlanda del Nord                                                                | Amichevole                                                                      | -                                                                               |                                                                                 |
| 30-5-2010                                                                       | Chillán                                                                         | Irlanda del Nord                                                                | 0 – 1                                                                           | Cile                                                                            | Amichevole                                                                      | -                                                                               |                                                                                 |
| 2-9-2010                                                                        | Maribor                                                                         | Slovenia                                                                        | 0 – 1                                                                           | Irlanda del Nord                                                                | Qual. Euro 2012                                                                 | -                                                                               |                                                                                 |
| 8-10-2010                                                                       | Belfast                                                                         | Irlanda del Nord                                                                | 0 – 0                                                                           | Italia                                                                          | Qual. Euro 2012                                                                 | -                                                                               |                                                                                 |
| 12-10-2010                                                                      | Toftir                                                                          | Fær Øer                                                                         | 1 – 1                                                                           | Irlanda del Nord                                                                | Qual. Euro 2012                                                                 | -                                                                               |                                                                                 |
| 9-2-2011                                                                        | Dublino                                                                         | Irlanda del Nord                                                                | 0 – 3                                                                           | Scozia                                                                          | Amichevole                                                                      | -                                                                               |                                                                                 |
| 25-3-2011                                                                       | Belgrado                                                                        | Serbia                                                                          | 2 – 1                                                                           | Irlanda del Nord                                                                | Qual. Euro 2012                                                                 | 1                                                                               |                                                                                 |
| 29-3-2011                                                                       | Lurgan                                                                          | Irlanda del Nord                                                                | 0 – 0                                                                           | Slovenia                                                                        | Qual. Euro 2012                                                                 | -                                                                               | cap.                                                                            |
| 24-5-2011                                                                       | Dublino                                                                         | Irlanda                                                                         | 5 – 0                                                                           | Irlanda del Nord                                                                | Amichevole                                                                      | -                                                                               | cap.                                                                            |
| 27-5-2011                                                                       | Dublino                                                                         | Galles                                                                          | 2 – 0                                                                           | Irlanda del Nord                                                                | Amichevole                                                                      | -                                                                               | cap.                                                                            |
| 10-8-2011                                                                       | Belfast                                                                         | Irlanda del Nord                                                                | 4 – 0                                                                           | Fær Øer                                                                         | Qual. Euro 2012                                                                 | -                                                                               | 46’                                                                             |
| 2-9-2011                                                                        | Lurgan                                                                          | Irlanda del Nord                                                                | 0 – 1                                                                           | Serbia                                                                          | Qual. Euro 2012                                                                 | -                                                                               |                                                                                 |
| 6-9-2011                                                                        | Tallinn                                                                         | Estonia                                                                         | 4 – 1                                                                           | Irlanda del Nord                                                                | Qual. Euro 2012                                                                 | -                                                                               |                                                                                 |
| 7-10-2011                                                                       | Belfast                                                                         | Irlanda del Nord                                                                | 1 – 2                                                                           | Estonia                                                                         | Qual. Euro 2012                                                                 | -                                                                               | 90+2’                                                                           |
| 11-10-2011                                                                      | Pescara                                                                         | Italia                                                                          | 3 – 0                                                                           | Irlanda del Nord                                                                | Qual. Euro 2012                                                                 | -                                                                               |                                                                                 |
| 29-2-2012                                                                       | Belfast                                                                         | Irlanda del Nord                                                                | 0 – 3                                                                           | Norvegia                                                                        | Amichevole                                                                      | -                                                                               | 57’                                                                             |
| 15-8-2012                                                                       | Lurgan                                                                          | Irlanda del Nord                                                                | 3 – 3                                                                           | Finlandia                                                                       | Amichevole                                                                      | -                                                                               |                                                                                 |
| 7-9-2012                                                                        | Mosca                                                                           | Russia                                                                          | 2 – 0                                                                           | Irlanda del Nord                                                                | Qual. Mondiali 2014                                                             | -                                                                               | 85’                                                                             |
| 11-9-2012                                                                       | Belfast                                                                         | Irlanda del Nord                                                                | 1 – 1                                                                           | Lussemburgo                                                                     | Qual. Mondiali 2014                                                             | -                                                                               | 28’                                                                             |
| 14-11-2012                                                                      | Belfast                                                                         | Irlanda del Nord                                                                | 1 – 1                                                                           | Azerbaigian                                                                     | Qual. Mondiali 2014                                                             | -                                                                               |                                                                                 |
| 6-2-2013                                                                        | Attard                                                                          | Malta                                                                           | 0 – 0                                                                           | Irlanda del Nord                                                                | Amichevole                                                                      | -                                                                               |                                                                                 |
| 26-3-2013                                                                       | Belfast                                                                         | Irlanda del Nord                                                                | 0 – 2                                                                           | Israele                                                                         | Qual. Mondiali 2014                                                             | -                                                                               |                                                                                 |
| 14-8-2013                                                                       | Belfast                                                                         | Irlanda del Nord                                                                | 1 – 0                                                                           | Russia                                                                          | Qual. Mondiali 2014                                                             | -                                                                               |                                                                                 |
| 6-9-2013                                                                        | Belfast                                                                         | Irlanda del Nord                                                                | 2 – 4                                                                           | Portogallo                                                                      | Qual. Mondiali 2014                                                             | 1                                                                               |                                                                                 |
| 10-9-2013                                                                       | Lussemburgo                                                                     | Lussemburgo                                                                     | 3 – 2                                                                           | Irlanda del Nord                                                                | Qual. Mondiali 2014                                                             | 1                                                                               | 90+3’                                                                           |
| 11-10-2013                                                                      | Baku                                                                            | Azerbaigian                                                                     | 2 – 0                                                                           | Irlanda del Nord                                                                | Qual. Mondiali 2014                                                             | -                                                                               | 89’                                                                             |
| 5-3-2014                                                                        | Nicosia                                                                         | Cipro                                                                           | 0 – 0                                                                           | Irlanda del Nord                                                                | Amichevole                                                                      | -                                                                               | 76’                                                                             |
| 6-9-2014                                                                        | Budapest                                                                        | Ungheria                                                                        | 1 – 2                                                                           | Irlanda del Nord                                                                | Qual. Euro 2016                                                                 | -                                                                               | 72’                                                                             |
| 11-10-2014                                                                      | Belfast                                                                         | Irlanda del Nord                                                                | 2 – 0                                                                           | Fær Øer                                                                         | Qual. Euro 2016                                                                 | 1                                                                               |                                                                                 |
| 14-10-2014                                                                      | Pireo                                                                           | Grecia                                                                          | 0 – 2                                                                           | Irlanda del Nord                                                                | Qual. Euro 2016                                                                 | -                                                                               |                                                                                 |
| 14-11-2014                                                                      | Bucarest                                                                        | Romania                                                                         | 2 – 0                                                                           | Irlanda del Nord                                                                | Qual. Euro 2016                                                                 | -                                                                               | cap.                                                                            |
| 29-3-2015                                                                       | Belfast                                                                         | Irlanda del Nord                                                                | 2 – 1                                                                           | Finlandia                                                                       | Qual. Euro 2016                                                                 | -                                                                               |                                                                                 |
| 13-6-2015                                                                       | Belfast                                                                         | Irlanda del Nord                                                                | 0 – 0                                                                           | Romania                                                                         | Qual. Euro 2016                                                                 | -                                                                               |                                                                                 |
| 4-9-2015                                                                        | Tórshavn                                                                        | Fær Øer                                                                         | 1 – 3                                                                           | Irlanda del Nord                                                                | Qual. Euro 2016                                                                 | 2                                                                               |                                                                                 |
| 7-9-2015                                                                        | Belfast                                                                         | Irlanda del Nord                                                                | 1 – 1                                                                           | Ungheria                                                                        | Qual. Euro 2016                                                                 | -                                                                               |                                                                                 |
| 8-10-2015                                                                       | Belfast                                                                         | Irlanda del Nord                                                                | 3 – 1                                                                           | Grecia                                                                          | Qual. Euro 2016                                                                 | -                                                                               |                                                                                 |
| 11-10-2015                                                                      | Helsinki                                                                        | Finlandia                                                                       | 1 – 1                                                                           | Irlanda del Nord                                                                | Qual. Euro 2016                                                                 | -                                                                               |                                                                                 |
| 13-11-2015                                                                      | Belfast                                                                         | Irlanda del Nord                                                                | 1 – 0                                                                           | Lettonia                                                                        | Amichevole                                                                      | -                                                                               |                                                                                 |
| 24-3-2016                                                                       | Cardiff                                                                         | Galles                                                                          | 1 – 1                                                                           | Irlanda del Nord                                                                | Amichevole                                                                      | -                                                                               |                                                                                 |
| 28-3-2016                                                                       | Belfast                                                                         | Irlanda del Nord                                                                | 1 – 0                                                                           | Slovenia                                                                        | Amichevole                                                                      | -                                                                               | 46’                                                                             |
| 4-6-2016                                                                        | Trnava                                                                          | Slovacchia                                                                      | 0 – 0                                                                           | Irlanda del Nord                                                                | Amichevole                                                                      | -                                                                               |                                                                                 |
| 12-6-2016                                                                       | Nizza                                                                           | Polonia                                                                         | 1 – 0                                                                           | Irlanda del Nord                                                                | Euro 2016 - 1º turno                                                            | -                                                                               |                                                                                 |
| 15-6-2016                                                                       | Décines-Charpieu                                                                | Irlanda del Nord                                                                | 2 – 0                                                                           | Ucraina                                                                         | Euro 2016 - 1º turno                                                            | 1                                                                               |                                                                                 |
| 21-6-2016                                                                       | Parigi                                                                          | Irlanda del Nord                                                                | 0 – 1                                                                           | Germania                                                                        | Euro 2016 - 1º turno                                                            | -                                                                               |                                                                                 |
| 25-6-2016                                                                       | Parigi                                                                          | Galles                                                                          | 1 – 0                                                                           | Irlanda del Nord                                                                | Euro 2016 - Ottavi di finale                                                    | -                                                                               | 84’                                                                             |
| 4-9-2016                                                                        | Praga                                                                           | Rep. Ceca                                                                       | 0 – 0                                                                           | Irlanda del Nord                                                                | Qual. Mondiali 2018                                                             | -                                                                               |                                                                                 |
| 8-10-2016                                                                       | Belfast                                                                         | Irlanda del Nord                                                                | 4 – 0                                                                           | San Marino                                                                      | Qual. Mondiali 2018                                                             | -                                                                               |                                                                                 |
| 11-10-2016                                                                      | Hannover                                                                        | Germania                                                                        | 2 – 0                                                                           | Irlanda del Nord                                                                | Qual. Mondiali 2018                                                             | -                                                                               |                                                                                 |
| 11-11-2016                                                                      | Belfast                                                                         | Irlanda del Nord                                                                | 4 – 0                                                                           | Azerbaigian                                                                     | Qual. Mondiali 2018                                                             | 1                                                                               |                                                                                 |
| 15-11-2016                                                                      | Belfast                                                                         | Irlanda del Nord                                                                | 0 – 3                                                                           | Croazia                                                                         | Amichevole                                                                      | -                                                                               | 46’                                                                             |
| 26-3-2017                                                                       | Belfast                                                                         | Irlanda del Nord                                                                | 2 – 0                                                                           | Norvegia                                                                        | Qual. Mondiali 2018                                                             | -                                                                               |                                                                                 |
| 10-6-2017                                                                       | Baku                                                                            | Azerbaigian                                                                     | 0 – 1                                                                           | Irlanda del Nord                                                                | Qual. Mondiali 2018                                                             | -                                                                               | 25’                                                                             |
| 5-10-2017                                                                       | Belfast                                                                         | Irlanda del Nord                                                                | 1 – 3                                                                           | Germania                                                                        | Qual. Mondiali 2018                                                             | -                                                                               |                                                                                 |
| 8-10-2017                                                                       | Oslo                                                                            | Norvegia                                                                        | 1 – 0                                                                           | Irlanda del Nord                                                                | Qual. Mondiali 2018                                                             | -                                                                               |                                                                                 |
| 9-11-2017                                                                       | Belfast                                                                         | Irlanda del Nord                                                                | 0 – 1                                                                           | Svizzera                                                                        | Qual. Mondiali 2018                                                             | -                                                                               |                                                                                 |
| 12-11-2017                                                                      | Basilea                                                                         | Svizzera                                                                        | 0 – 0                                                                           | Irlanda del Nord                                                                | Qual. Mondiali 2018                                                             | -                                                                               |                                                                                 |
| 24-3-2018                                                                       | Belfast                                                                         | Irlanda del Nord                                                                | 2 – 1                                                                           | Corea del Sud                                                                   | Amichevole                                                                      | -                                                                               |                                                                                 |
| 30-5-2018                                                                       | Panama                                                                          | Panama                                                                          | 0 – 0                                                                           | Irlanda del Nord                                                                | Amichevole                                                                      | -                                                                               | 72’                                                                             |
| 3-6-2018                                                                        | San José                                                                        | Costa Rica                                                                      | 3 – 0                                                                           | Irlanda del Nord                                                                | Amichevole                                                                      | -                                                                               |                                                                                 |
| 18-11-2018                                                                      | Belfast                                                                         | Irlanda del Nord                                                                | 1 – 2                                                                           | Austria                                                                         | UEFA Nations League 2018-2019 - 1º turno                                        | -                                                                               | 79’                                                                             |
| Totale                                                                          |                                                                                 | Presenze (11º posto)                                                            | 80                                                                              |                                                                                 | Reti (14º posto)                                                                | 9                                                                               |                                                                                 |

## Palmarès

### Club

#### Competizioni nazionali
- Irish League: 1

Linfield: 1999-2000
- Irish Football League Cup: 1

Linfield: 1999-2000
- Irish Cup: 1

Coleraine: 2002-2003